# Bouvier des Flandres
Der Bouvier des Flandres (niederländisch: Vlaamse koehond), der Flandrische Treibhund, ist eine von der Fédération Cynologique Internationale (FCI) anerkannte belgische Hunderasse (FCI-Gruppe 1, Sektion 2, Standard Nr. 191).

## Herkunft und Geschichtliches
Dieser mehrere hundert Jahre alte Rassetyp stammt vielleicht von den Mastiffs ab, die spanische Conquistadores im 16. Jahrhundert während des niederländischen Unabhängigkeitskrieges in Flandern zurückließen. Er wurde 1910 als eigenständige Rasse anerkannt und erst 1922 wurde in Belgien entsprechend den Bestimmungen der FCI der Standard des Bouvier des Flandres festgelegt. Nach dem Ersten Weltkrieg war der Bouvier so gut wie ausgestorben und musste zurückgezüchtet werden. Der in Gent 1922 gegründete „Club national belge“ legte die Standards fest und seit 1960 wird streng an der Verbesserung der Rasse gearbeitet.

## Beschreibung
Der Bouvier hat einen mächtigen Körper mit einer kräftigen Brust und einem kurzen, breiten, muskulösen Rücken. Sein Fell ist dunkel bis grau, meist mit Schwarz gestromt. Der langhaarige und rauhaarige Hund trägt einen für die Rasse typischen Schnauzbart, die Ohren sind hängend und mittellang, leicht abstehend.
Früher wurden Ohren und Rute kupiert, was heute in Deutschland und vielen anderen Ländern verboten ist.

### Widerristhöhe
- für Rüden:  62–68 cm
- für Hündinnen: 59–65 cm
- Toleranz: ± 1 cm

Für beide Geschlechter ist die Idealgröße das jeweilige Mittel der angegebenen Maße.
- Idealgröße für Rüden: 65 cm
- Idealgröße für Hündinnen: 62 cm

### Gewicht
Ungefähr
- 35–40 kg für Rüden
- 27–35 kg für Hündinnen.

## Verwendung
Ursprünglich wurde der Bouvier des Flandres als Treibhund für Vieh und Pferde gebraucht. Außerdem wurde er als „Treidelhund“ eingesetzt, das heißt, er zog vom Ufer aus, auf dem sogenannten Treidelpfad, Kähne auf den Kanälen. Heute dient er als Familienhund, aber auch Hofhund, Schutzhund, Polizeihund und in Belgien und den Niederlanden gelegentlich als Zughund.

## Wesen
Sein anhängliches Wesen und sein Schutzverhalten machen den kinderfreundlichen Hund zu einem guten Gebrauchshund. Er besitzt einen ausgeglichenen Charakter, er ist sehr ruhig, gelehrig, treu und aufmerksam. Bouviers fixieren sich meist sehr früh auf eine Bezugsperson. Bouviers mussten als Bewacher und Treiber von Großvieh und Pferden einen ruhigen, souveränen, mutigen Charakter entwickeln, blitzschnell entscheiden und reagieren können und anders als Schäferhunde, die in Kontakt mit dem Schäfer arbeiten, oft eigenständig handeln. Auch heute noch sind viele Bouviers ausgeprägte Persönlichkeiten, zuweilen eigenwillig, die verständige, erfahrene und feste Führung brauchen. Dann sind sie als Familienhunde und zuverlässige Wachhunde sehr geeignet.
Der Bouvier hat ein stoisches und misstrauisches Gemüt, vor allem die holländischen Schutzhund-Linien neigen dazu, sich nicht von Fremden anfassen zu lassen und reagieren teilweise schon auf Blickkontakt oder Ansprache durch einen Fremden mit Verteidigungsbereitschaft. Bei den deutschen Linien schlägt dies leicht in Ängstlichkeit um. Außerdem ist der „Bouv“ (ausgesprochen: Buff) nur mit viel Geduld zu erziehen, da er selbständiger ist und sich weniger willig unterordnet als z. B. ein Schäferhund. Allerdings ist er sehr agil für einen Molosser und wenig wildscharf, was ihn zu einem idealen Hund für Reiter macht. Daher braucht ein Bouvier eine sorgfältige Erziehung und Möglichkeiten, seine Kräfte und seine Bewegungsfreude einzusetzen.
Da Bouviers früher auch als Zughunde gezüchtet wurden, können sie an der Leine eine enorme Kraft entwickeln. Ein Bouvier zieht bis zum Achtfachen seines Körpergewichtes.

## Pflege
Das Welpenfell verändert sich im Laufe der Zeit. Es kann heller und dunkler werden. Das Fell aller Bouviers erfordert regelmäßige Pflege, weiterhin auch die Ohren, die gelegentlich zu Entzündungen neigen. Das Fell muss regelmäßig gekämmt und geschnitten werden, um nicht zu verfilzen. Eine Felllänge von 3–6 Zentimetern erleichtert die Pflege.
Tägliches Bürsten und Sauberhalten des Bartes (im Flämischen trägt er auch den liebevoll gemeinten Beinamen Schmutzbart) und des langen Kopfhaares sind ebenso wichtig, wie das Pflegen der Pfoten, bei denen sich gerne zwischen den Ballen Haarknoten bilden, die beim Laufen hindern. Dennoch ist seine Pflege, regelmäßig durchgeführt, unproblematisch, zumal sie kaum Eigengeruch entwickeln und nicht haaren.